# NGC 737
NGC 737 is drie sterren in het sterrenbeeld Driehoek. Het hemelobject werd op 11 oktober 1850 ontdekt door de Ierse astronoom William Parsons.